# Vila Verde da Raia
Vila Verde da Raia es una freguesia portuguesa del concelho de Chaves, con 9,70 km² de superficie y 855 habitantes (2001). Su densidad de población es de 88,1 hab/km².